# Лопухин, Пётр Андреевич
Лопухи́н Пётр Андре́евич (1767 — 17 августа 1834) ― генерал-майор, генерал-адъютант, участник Отечественной войны 1812 года.

## Биография
Родился в семье тульского губернатора Андрея Ивановича Лопухина (1742―1818). В 1772 зачислен капралом в Преображенский полк. В 1782 поступил в этот полк сержантом, тремя годами позже произведен в прапорщики.
Участвовал в русско-шведской войне 1788―1790, и за храбрость в сражениях под Выборгом и Роченсальмом награждён орденом Св. Владимира 4-й степени с бантом и золотой шпагой «За храбрость» с алмазами. В 1792 будучи капитаном-поручиком Псковского карабинерского полка воевал против поляков, ранен.
С 1797 полковник Преображенского полка, в 1798 генерал-майор, годом позже генерал-адъютант. С 1801 в отставке. С 1807 — начальник дружины Каширского уезда.
В 1812 шеф 6-го пехотного полка Московского ополчения, участвовал в Бородинском сражении, при Тарутине, в боях под Малоярославцем и Вязьмой, за что награждён орденом Св. Владимира 3-й степени. В 1813 при осаде Модлина ранен штыком в грудь при отражении вылазки. Служил при штабе Резервной армии в Варшаве. Награждён орденом Св. Анны 2 ст. Командор ордена св. Иоанна Иерусалимского.
С 1814 в отставке. С января 1820 по декабрь 1828 гг. — Звенигородский уездный предводитель дворянства Московской губернии.
Жена — Мария (25.04.1786 — 25.01.1855), дочь Ивана Григорьевича Текутьева, надворного советника, и его жены Елизаветы Степановны Шетневой.